# FC Wetter 10/30
FC Wetter 10/30 is een Duitse voetbalclub uit Wetter, Noordrijn-Westfalen.

## Geschiedenis
De club werd in 1910 opgericht als SV Wetter 1910. Op 22 mei 1964 fuseerde de club met SSV Wetter 30 en nam zo de huidige naam aan.